# Nylanderia emmae
Nylanderia emmae (лат.) — вид муравьёв рода Nylanderia из подсемейства формицины (Formicinae, Plagiolepidini). Встречается в юго-восточной и  южной части Китая.

## Описание
Мелкие земляные муравьи (длина рабочих 2—4 мм) желтовато-бурого цвета. Nylanderia emmae можно отличить от других видов Nylanderia по сочетанию овальной формы головы, окраски от желтой до светло-коричневой, желтых или светло-коричневых макросет, скуловой области с продольными бороздками, мезоплеврона без опушения, промезонотальный шов и метанотальная бороздка полные, а мезоплеврон и латеральная область проподеума с продольной полосой. Заднегрудка округлая без проподеальных шипиков. Усики длинные, у самок и рабочих 12-члениковые (у самцов усики состоят из 13 сегментов). Жвалы рабочих с 6—7 зубцами. Нижнечелюстные щупики 6-члениковые, нижнегубные щупики состоят из 4 сегментов. Голени средних и задних ног с апикальными шпорами. Стебелёк между грудкой и брюшком состоит из одного сегмента (петиоль).

## Таксономия
Вид был впервые описан в 1894 году швейцарским мирмекологом Огюстом Форелем по материалам из Гонконга (Китай) под названием Prenolepis emmae Forel, 1894. С 2016 года в составе рода Nylanderia (ранее в составе рода Paratrechina).